# Escalaplano
Escalaplano (en sard, Iscalepranu) és un municipi italià, dins de la província de Sardenya del Sud. El febrer del 2021 tenia 2.101 habitants. Es troba a la regió de Sarrabus-Gerrei. Limita amb els municipis de Ballao, Esterzili, Goni, Orroli, Perdasdefogu (OG), Seui (OG) i Villaputzu.

## Administració
| Període | Identitat         | Partit        |
| ------- | ----------------- | ------------- |
| 2006-   | Vincenzo Demontis | Llista cívica |